# Mistrzostwa Świata w Lekkoatletyce 1987 – bieg na 400 m kobiet

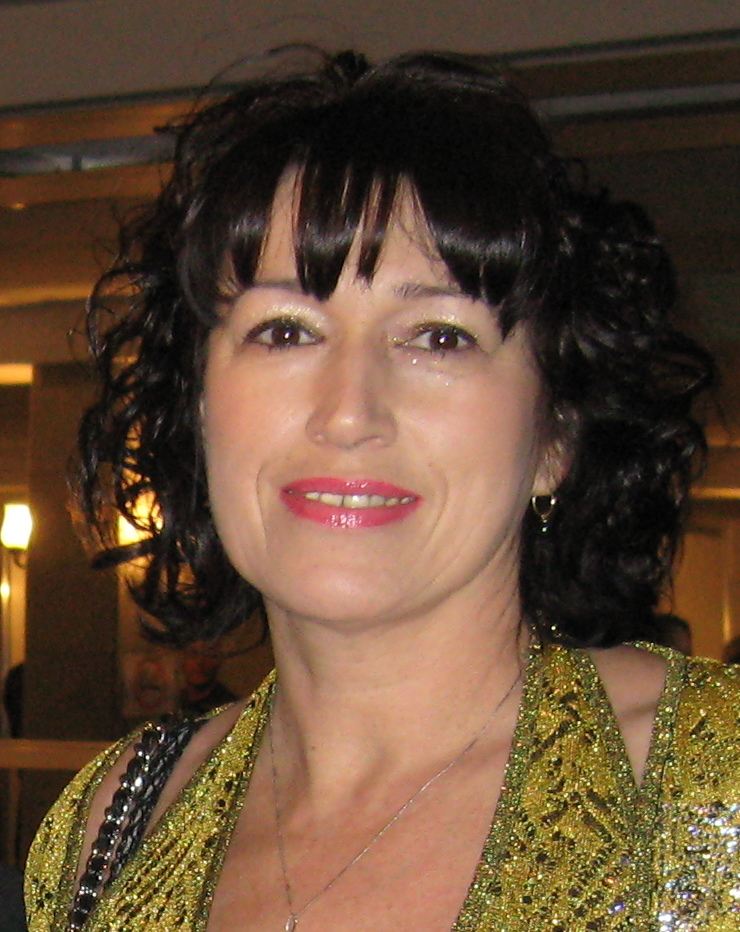
Mistrzyni świata Olha Bryzhina

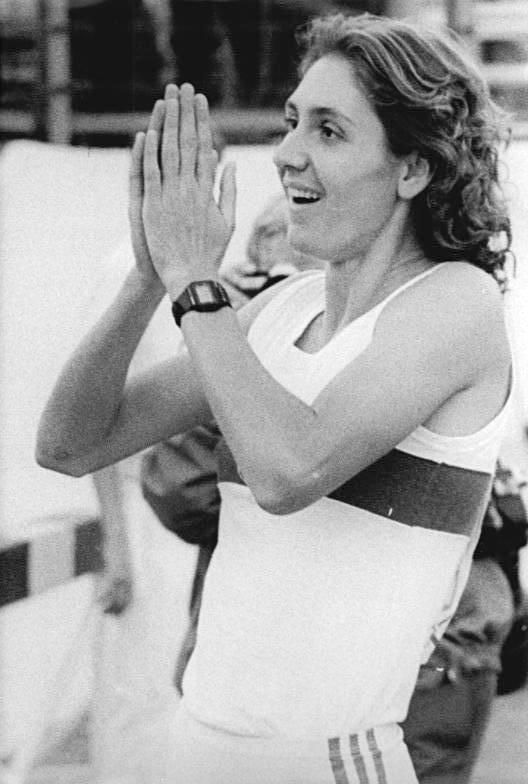
Wicemistrzyni świata Petra Müller

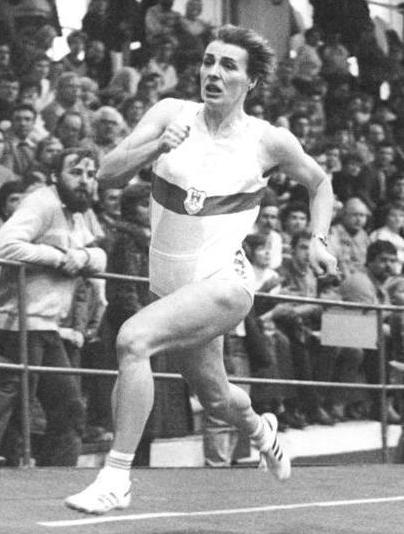
Brązowa medalistka Kirsten Emmelmann

Bieg na 400 metrów kobiet – jedna z konkurencji biegowych rozgrywanych podczas lekkoatletycznych mistrzostw świata w 1987 na Stadionie Olimpijskim w Rzymie.
Zwyciężczynią została Olha Bryzhina ze Związku Radzieckiego. Tytułu zdobytego na poprzednich mistrzostwach nie broniła Jarmila Kratochvílová z Czechosłowacji.

## Terminarz
| Data        |            |
| ----------- | ---------- |
| 29 sierpnia | Eliminacje |
| 30 sierpnia | Półfinały  |
| 31 sierpnia | Finał      |

## Rekordy
|                          | Zawodniczka           | Wynik | Miejsce  | Data                     |
| ------------------------ | --------------------- | ----- | -------- | ------------------------ |
| Rekord świata            | Marita Koch           | 47,60 | Canberra | 6 października 1985(dts) |
| Rekord mistrzostw świata | Jarmila Kratochvílová | 49,99 | Helsinki | 10 sierpnia 1983(dts)    |

## Wyniki

### Eliminacje
Rozegrano 6 biegów eliminacyjnych. Z każdego biegu trzy najlepsze zawodniczki automatycznie awansowały do półfinałów (Q). Skład półfinalistek uzupełniło sześć najszybszych sprinterek spoza pierwszej trójki ze wszystkich biegów eliminacyjnych (q).

#### Bieg 1
| Poz. | Imię i nazwisko     | Narodowość | Wynik | Uwagi |
| ---- | ------------------- | ---------- | ----- | ----- |
| 1    | Olha Bryzhina       | ZSRR       | 51,62 | Q     |
| 2    | Sandie Richards     | Jamajka    | 52,07 | Q     |
| 3    | Charmaine Crooks    | Kanada     | 52,49 | Q     |
| 4    | Francisca Chepkurui | Kenia      | 53,21 | q     |
| 5    | Bei Assumpta Achuo  | Kamerun    | 54,18 |       |
| –    | Christine Bakombo   | Zair       | DNS   |       |
| –    | P. T. Usha          | Indie      | DNS   |       |

#### Bieg 2
| Poz. | Imię i nazwisko | Narodowość        | Wynik | Uwagi |
| ---- | --------------- | ----------------- | ----- | ----- |
| 1    | Petra Müller    | NRD               | 51,68 | Q     |
| 2    | Gisela Kinzel   | RFN               | 52,34 | Q     |
| 3    | Blanca Lacambra | Hiszpania         | 52,46 | Q     |
| 4    | Fabienne Ficher | Francja           | 52,59 | q     |
| 5    | Maria Usifo     | Nigeria           | 53,64 | q     |
| 6    | Jocelyn Joseph  | Antigua i Barbuda | 55,61 |       |
| 7    | Anna Cherry     | Saint Lucia       | 57,20 |       |

#### Bieg 3
| Poz. | Imię i nazwisko | Narodowość          | Wynik | Uwagi |
| ---- | --------------- | ------------------- | ----- | ----- |
| 1    | Marija Pinigina | ZSRR                | 51,38 | Q     |
| 2    | Denean Howard   | Stany Zjednoczone   | 52,06 | Q     |
| 3    | Ute Thimm       | RFN                 | 52,48 | Q     |
| 4    | Cathy Rattray   | Jamajka             | 52,64 | q     |
| 5    | Mercy Addy      | Ghana               | 54,13 |       |
| 6    | Diane Dunrod    | Saint Kitts i Nevis | 57,64 |       |
| –    | Mariam Zewde    | Etiopia             | DNF   |       |

#### Bieg 4
| Poz. | Imię i nazwisko           | Narodowość        | Wynik   | Uwagi |
| ---- | ------------------------- | ----------------- | ------- | ----- |
| 1    | Dagmar Neubauer           | NRD               | 51,96   | Q     |
| 2    | Lillie Leatherwood-King   | Stany Zjednoczone | 52,16   | Q     |
| 3    | Marita Payne              | Kanada            | 52,21   | Q     |
| 4    | Josephine Mary Singarayar | Malezja           | 54,56   |       |
| 5    | Nadine Mbitoloum          | Czad              | 1:01,71 |       |
| –    | Nawal El Moutawakel       | Maroko            | DNS     |       |
| –    | Adina Valdez              | Trynidad i Tobago | DNS     |       |

#### Bieg 5
| Poz. | Imię i nazwisko           | Narodowość | Wynik   | Uwagi |
| ---- | ------------------------- | ---------- | ------- | ----- |
| 1    | Jillian Richardson        | Kanada     | 51,94   | Q     |
| 2    | Olga Nazarowa             | ZSRR       | 52,04   | Q     |
| 3    | Maria Magnólia Figueiredo | Brazylia   | 52,29   | Q     |
| 4    | Helga Arendt              | RFN        | 52,80   | q     |
| 5    | Judit Forgács             | Węgry      | 53,15   | q     |
| 6    | Ester Petitón             | Kuba       | 54,50   |       |
| 7    | Vanessa Barlow            | Samoa      | 1:01,53 |       |

#### Bieg 6
| Poz. | Imię i nazwisko     | Narodowość                           | Wynik | Uwagi |
| ---- | ------------------- | ------------------------------------ | ----- | ----- |
| 1    | Kirsten Emmelmann   | NRD                                  | 51,62 | Q     |
| 2    | Diane Dixon         | Stany Zjednoczone                    | 51,72 | Q     |
| 3    | Ilrey Oliver        | Jamajka                              | 53,59 | Q     |
| 4    | Ruth Morris         | Wyspy Dziewicze Stanów Zjednoczonych | 56,36 |       |
| –    | Cosetta Campana     | Włochy                               | DNS   |       |
| –    | Molly Killingbeck   | Kanada                               | DNS   |       |
| –    | Chakma Sharmila Ray | Bangladesz                           | DNS   |       |

### Półfinały
Rozegrano 3 biegi półfinałowe. Z każdego biegu dwie najlepsze zawodniczki awansowały do finału (Q). Skład finalistek uzupełniły dwie najszybsze sprinterki spoza pierwszej dwójki ze wszystkich biegów półfinałowych (q).

#### Bieg 1
| Poz. | Imię i nazwisko         | Narodowość        | Wynik | Uwagi |
| ---- | ----------------------- | ----------------- | ----- | ----- |
| 1    | Marija Pinigina         | ZSRR              | 50,83 | Q     |
| 2    | Jillian Richardson      | Kanada            | 50,91 | Q     |
| 3    | Lillie Leatherwood-King | Stany Zjednoczone | 50,95 | q     |
| 4    | Dagmar Neubauer         | NRD               | 52,15 |       |
| 5    | Cathy Rattray           | Jamajka           | 52,51 |       |
| 6    | Fabienne Ficher         | Francja           | 52,58 |       |
| 7    | Helga Arendt            | RFN               | 52,80 |       |
| 8    | Blanca Lacambra         | Hiszpania         | 54,72 |       |

#### Bieg 2
| Poz. | Imię i nazwisko           | Narodowość        | Wynik | Uwagi |
| ---- | ------------------------- | ----------------- | ----- | ----- |
| 1    | Petra Müller              | NRD               | 50,15 | Q     |
| 2    | Olha Bryzhina             | ZSRR              | 50,88 | Q     |
| 3    | Denean Howard             | Stany Zjednoczone | 51,28 |       |
| 4    | Charmaine Crooks          | Kanada            | 51,69 |       |
| 5    | Maria Magnólia Figueiredo | Brazylia          | 52,24 |       |
| 6    | Gisela Kinzel             | RFN               | 52,66 |       |
| 7    | Judit Forgács             | Węgry             | 52,99 |       |
| 8    | Ilrey Oliver              | Jamajka           | 53,35 |       |

#### Bieg 3
| Poz. | Imię i nazwisko     | Narodowość        | Wynik | Uwagi |
| ---- | ------------------- | ----------------- | ----- | ----- |
| 1    | Kirsten Emmelmann   | NRD               | 50,53 | Q     |
| 2    | Diane Dixon         | Stany Zjednoczone | 50,83 | Q     |
| 3    | Olga Nazarowa       | ZSRR              | 51,07 | q     |
| 4    | Ute Thimm           | RFN               | 51,23 |       |
| 5    | Sandie Richards     | Jamajka           | 51,54 |       |
| 6    | Marita Payne        | Kanada            | 51,75 |       |
| 7    | Francisca Chepkurui | Kenia             | 52,86 |       |
| –    | Maria Usifo         | Nigeria           | DNS   |       |

### Finał
| Poz. | Imię i nazwisko         | Narodowość        | Wynik |
| ---- | ----------------------- | ----------------- | ----- |
| 1    | Olha Bryzhina           | ZSRR              | 49,38 |
| 2    | Petra Müller            | NRD               | 49,94 |
| 3    | Kirsten Emmelmann       | NRD               | 50,20 |
| 4    | Marija Pinigina         | ZSRR              | 50,53 |
| 5    | Lillie Leatherwood-King | Stany Zjednoczone | 50,82 |
| 6    | Jillian Richardson      | Kanada            | 51,03 |
| 7    | Diane Dixon             | Stany Zjednoczone | 51,13 |
| 8    | Olga Nazarowa           | ZSRR              | 51,20 |